# كونستانز موزارت
كونستانزي موزارت (5 يناير 1762 - 6 مارس 1842) كانت زوجة الموسيقي وولفغانغ اماديوس موزارت.

## حياتها
ولدت كونستانزي قيبر في تسل در ويزنتال. أمها سيسيليا قيبر، ابوها فريدولن قيبر كان يعمل عازفا على آلة الكمان الاجهر. أخ فريدولن الغير شقيق كان أب الموسيقي كارل ماريا فون فيبر. كونستانزي كان لديها اختان أكبر منها هما ألويسيا وجوزيفا وواحدة اصغر منها عمرا وهي صوفي. كانوا كلهن مدربين على أن يكن مغنيات، اختاها جوزيفا وألويسيا اشتهرتا في المجال الموسيقي، وغنتا في عدد من أعمال موزارت لاحقا.
قضت كونستانزي معظم حياتها في مسقط رأس أمها مدينة مانهايم مع عائلتها، وكانت هذه المدينة واحدة من أهم المراكز الموسيقية في ذلك العصر. زار موزارت البالغ من العمر 21 عاما في ذلك الوقت مدينة مانهايم في 1777 ليبحث عن عمل مع امه وأنشأ علاقة قوية مع عائلة قيبر. ووقع في حب ليس كونستانزي البالغة من العمر 15 بل مع اختها ألويسيا. عندما كان موزارت في باريس، حصلت ألويسيا على مكانة كمغنية في ميونخ، ثم رافقتها عائلتها هناك. رفضت موزارت عندما مر على ميونخ في طريقه إلى العودة إلى سالزبورغ.
بعد شهر من انتقال العائلة إلى فينا في عام 1779، حاولت ألويسيا ان تحسن عملها كمغنية هناك، فريدولن مات. مع الوقت انتقل موزارت إلى فينا في 1781، تزوجت ألويسيا جوزيف لانج، الذي هو وافق على مساعدت امهم سيسيليا على الحصول على راتب سنوي، التي اخذته لتغطية نفقاتهم.

### زواجها من موزارت
عند وصوله لفينا في 16 مارس 1781، موزارت بقى في بيت تيوتوني مع موظفي سيده الكونت هيرونيموس فون كولوريدو. في مايو «اضطر إلى المغادرة»، واختار ان يجلس في بيت عائلة قيبر، وكان من المفترض ان يبقى هناك «لأسبوع واحد فقط».
بعد فترة، بدأ واضحا لسيسيليا ان موزارت بدأ يغازل كونستانزي، التي هي أصبحت في 19 من عمرها. ولشدة انضباط سيسيليا، اقترحت على الموزارت الخروج، انتقل موزارت في الخامس من ايلول إلى غرفة في الطابق الثالث في شارع جرابين.
لكن العلاقة من موزارت وكونستانزي استمرت، لكن ليس بسلاسة. تشير الرسائل ان موزارت وكونستانزي افترقو في أبريل 1782، في حلقة من الغرور. وواجه موزارت صعوبة بأخذ موافقة من ابيه ليوبولد على الزواج.
لكن اخيرا أخذ الزواج مكانا في جو من الازمة. اقترح ان تنتقل كونستانزي مع موزارت، والتي وضعها في موقف من الخزي من قبل الناس في ذلك الوقت. كتب موزارت لليوبولد رسالة في 31 يوليو 1782 ذكر فيها: «كل النصائح الجيدة وحسنت النية التي ارسلتها فشلت لمعالجت قضية رجل ذهب مع عذراء. أي تأجيل بعيد خارج عن السؤال». ويحكى ان اخت كونستانزي سوفي قالت ان أمها من الممكن ان تنادي الشرطة في حالة ان لم ترجع كونستانزي إلى بيتها (من شقة موزارت غالبا). في الرابع من شهر أغسطس إلى البارونة فون والدستاتين سائلا «هل تستطيع الشرطة الدخول إلى بيت أي أحد بهذه الطريقة؟ ربما انها ليست سوى حيلة من المدام قيبر لإستعادت ابنتها. إذا لم تكن هي، انا لا اعرف علاج احسن من اتزوج كونيستانزي غدا الصباح أو اليوم إذا كان ممكنا».
و بالفعل أخذ الزواج مكانا ذلك اليوم في الرابع من أغسطس 1782. بعد يوم من الزواج الموافقة من اب وولفغانغ جادت في البريد.
حظى الزوجين 6 أطفال لكن فقط اثنان منهم نجوا.

### بعد موت موزارت
موزارت مات عام 1791، وتاركها بوضع صعب بسبب الدبون. في هذه النقطة بدأت ثمار مهارة كونستانزي في العمل بالظهور: حصلت على معاش من الإمبراطور، نظمت حفلات تذكارية مربحة، وشرعت في نشر أعمال زوجها. وهذا ما جعلها مؤمنة ماليا. حتى انها ارسلت ولديا كارل وفرانز إلى براغ لكي يدرسهما فرانز نمتشك.
وفي نهاية عام 1797 قابلت جورج نيكولاس فون نيسين، دنماركي دبلوماسي وكاتب، الذي كان في البداية نزيل في بيتها. بدأ الاثنين السكن مع بعضهما في ايلول 1798، وتزوجا عام 1809 في براتيسلافا. من 1810 إلى 1820 عاشو في كوبنهاغن، وبعد ذلك سافروا حول أوروبا، وبالذات ألمانيا وإيطاليا. استقروا في سالزبورغ 1824. عمل الاثنان على كتابة سيرة لموزارت، بعد ذلك نشرت كونستانزي في 1828، بعد سنتين من موت زوجها الثاني.
في السنوات الأخيرة لكونستانزي في سالزبورغ، كانت برفقت اختيها صوفي وألويسيا، وهن ارملات كذلك، وقد انتقلن إلى سالزبورغ وعاشتا حياتن هناك.

## روابط خارجية
- كونستانز موزارت على موقع ميوزك برينز (الإنجليزية)
- كونستانز موزارت على موقع ديسكوغز (الإنجليزية)